# Katalex
Katalex är en ofullständig versfot, bestående av en betonad stavelse, som "saknar" en obetonad slutstavelse. Den saknade stavelsen ersätts med en cesur. Ordet katalex kommer av grekiska katalektikos, av katalegein som betyder 'upphöra'/'att lägga sig', versen går till vila innan det metriska mönstret fullföljts till slut.
Med katalexer blir versen katalektisk, men om versraden istället är helt regelbunden kallas den akatalektisk.